# Roads and Transport Authority
L'Autorità per le Strade ed i Trasporti (in arabo هيئة الطرق والمواصلات; in inglese: Roads and Transport Agency), anche nota con l'acronimo inglese RTA, è la principale azienda che si occupa dei trasporti nell'emirato di Dubai, Emirati Arabi Uniti. Nata nel 2005, è un'agenzia del governo di Dubai. Si occupa dei trasporti a 360°, gestendo sia la realizzazione e manutenzione della rete stradale, che tutti i servizi pubblici di trasporto, su gomma, ferro e marini. Gestisce anche l'emissione e il rinnovo delle patenti di guida, il pagamento delle multe, i permessi di parcheggio, la revisione e il rinnovo periodico dei veicoli.

## Storia

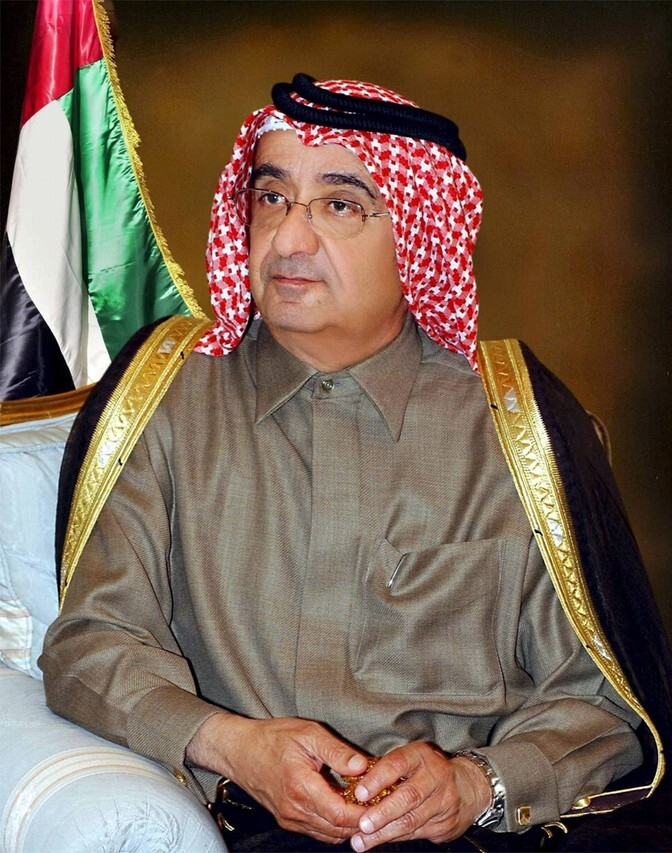
Maktoum bin Rashid Al Maktoum (1968).

La RTA è stata istituita tramite la legge n. 17 del 1 novembre 2005 emanata dall'emiro di Dubai Maktoum bin Rashid Al Maktoum.
La suddetta legge stabilisce che l'RTA è di proprietà del governo di Dubai e che il suo obbiettivo è quello di pianificare e realizzare strade e sistemi di trasporto nell'Emirato, tra l'Emirato e altri emirati degli Emirati Arabi Uniti e tra l'Emirato e i paesi limitrofi, al fine di fornire un sistema di trasporto efficiente e integrato per realizzare la visione dell'Emirato e servire i suoi interessi vitali.
Sulla base di questa legge, tutti i diritti, le responsabilità e i poteri della Municipalità di Dubai concernenti il dipartimento delle strade, il settore della metropolitana di Dubai, il dipartimento dei trasporti pubblici, la sezione della manutenzione stradale, la divisione dell'illuminazione stradale del dipartimento della manutenzione generale, il dipartimento del traffico, la sezione ingegneria, la sezione sicurezza stradale, la sezione immatricolazione veicoli, la sezione patenti di guida e la sezione fabbrica targhe del dipartimento generale del traffico presso il quartier generale della polizia di Dubai, sono stati trasferiti alla RTA.
Sebbene la costruzione della metropolitana di Dubai sia iniziata prima della costituzione della RTA (21 agosto 2005 per la Linea Rossa e 18 luglio 2006 per la Linea Verde) il completamento e la messa in esercizio di tale struttura è stato gestito dalla RTA e ne costituisce il primo e fondamentale risultato. Infatti nel 2012 il Guinness Word Record ha dichiarato che la Metropolitana di Dubai è il più lungo sistema di treni senza conducente al mondo con un percorso lungo 75 km che copre 49 stazioni.
Nel dicembre 2015, nell'ambito dello sviluppo dell'Expo 2020 a Dubai, la RTA ha annunciato un'estensione di 15 km della linea rossa denominata Route 2020, che consisteva nella creazione di una diramazione della linea dalla stazione di Jabal Ali (al tempo conosciuta come stazione di Nakheel Harbor & Tower) fino alla stazione stazione Expo 2020 presso il sito dell'Expo, con la creazione di sette nuove stazioni.
La prima sezione della diramazione Route 2020 da Jabal Ali a Al Furjan con due stazioni intermedie, The Gardens e Discovery Gardens è stata aperta il 1º gennaio 2021.. La seconda sezione della diramazione da Al Furjan alla stazione di Expo 2020 con stazione la intermedia Dubai Investment Park è stata aperta il 1º giugno 2021. La stazione di Jumeirah Golf Estates, situata tra Al Furjan e Dubai Investment Park, è stata aperta il 1º settembre 2021.

## Organizzazione
Secondo quanto stabilito dagli articoli 9, 10, 11 e 15 della legge costutiva della RTA, essa è gestita da un consiglio di amministrazione composto da un presidente e sei membri competenti e specializzati nominati in base a una delibera del presidente della RTA. Il periodo di validità del Consiglio Direttivo è di tre anni, rinnovabile alla scadenza.
Il Presidente del Consiglio di Amministrazione è il Direttore Esecutivo della RTA, la rappresenta di fronte ai terzi e, nell'ambito dei poteri che gli sono conferiti, ne gestisce tutti gli affari per il raggiungimento degli obiettivi.

### Board of Directors

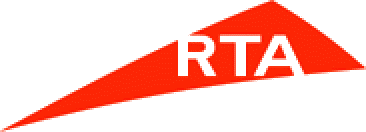
Logo della RTA

Gli attuali membri del consiglio di amministrazione sono:
- Mattar Al Tayer,  Director General, Chairman of the Board;
- Mohammed Obaid AL Mulla, Board Member of the Board of Directors;
- Maitha bin Adai, Chief Executive Officer of the Traffic and Roads Agency;
- Abdul Muhsen Ibrahim Kalbat, Chief Executive Officer of the Rail Agency (Vice Presidente);
- Ahmed Bahrozyan, Chief Executive Officer of The Public Transport Agency;
- Yousif Ahmed Al Redha, Chief Executive Officer of Corporate Administration Support Services Sector;
- Abdulla Yousef Al Ali, Chief Executive Officer of the Licensing Agency;
- Mohammed Al-Mudharreb, Chief Executive Officer of Corporate Technology Support Services Sector;
- Moaza Saeed Al Marri, Executive Director of the Director General’s Office;
- Ahmed Al Kaabi, Executive Director- Finance Department;
- Shehab Bu Shehab, Director, Legal Affairs Department.

### Struttura
La struttura organizzativa di RTA si basa sulla specializzazione e sulla separazione tra monitoraggio ed esecuzione per aiutare a raggiungere i più alti livelli di governance. 
La struttura organizzativa comprende Dubai Taxi Corporation, un'agenzia dotata di personalità giuridica, indipendenza finanziaria e amministrativa e capacità giuridica, e svolge la propria attività su base commerciale.

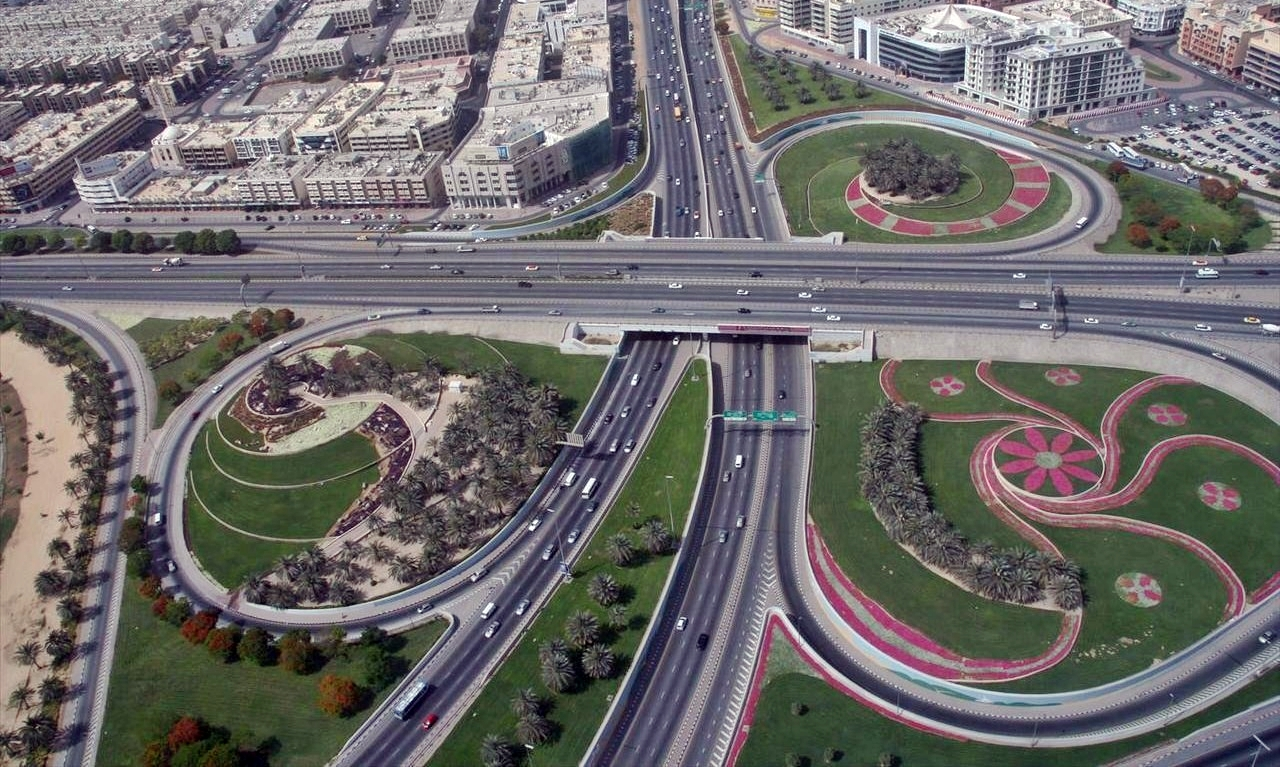
Svincolo fra la Al Quta'eyat Road e Zabeel Road (2007)

L'attuale struttura prevede cinque agenzie:
- Public Transport Agency:  è responsabile dell'offerta delle esigenze di trasporto pubblico in città (autobus pubblici, taxi, scuolabus, limousine, autobus per il trasporto del lavoro, trasporto marino)
- Traffic and Roads Agency: gestisce la pianificazione, la progettazione, la costruzione e la manutenzione delle reti stradali e l'impostazione del traffico e dei relativi programmi educativi insieme alla preparazione delle politiche.
- Rail Agency: è l'agenzia responsabile della fornitura e della gestione di tutte le modalità di trasporto ferroviario per conto di RTA;
- Licensing Agency: è l'agenzia responsabile dello sviluppo e della regolamentazione dei servizi di patente di guida e immatricolazione dei veicoli a Dubai.
- Dubai Taxi Corporation (DTC): società sussidiaria di RTA costituita in base alla delibera del Consiglio Direttivo n.(8) del 2006. Il servizio di Taxi è operativo h24 all'interno degli Emirati Arabi Uniti. è prenotabile tramite una apposita applicazione per Smartphone DTC App.:[14]

e tre settori di supporto:
- Strategy and Corporate Governance;
- Administrative Corporate Support Services;
- Technology Corporate Support Services.

I responsabili delle agenzie e dei settori di supporto riportano direttamente al Direttore Esecutivo della RTA.

## Servizi
L'azienda gestisce tutti i trasporti pubblici di Dubai con una serie di servizi:

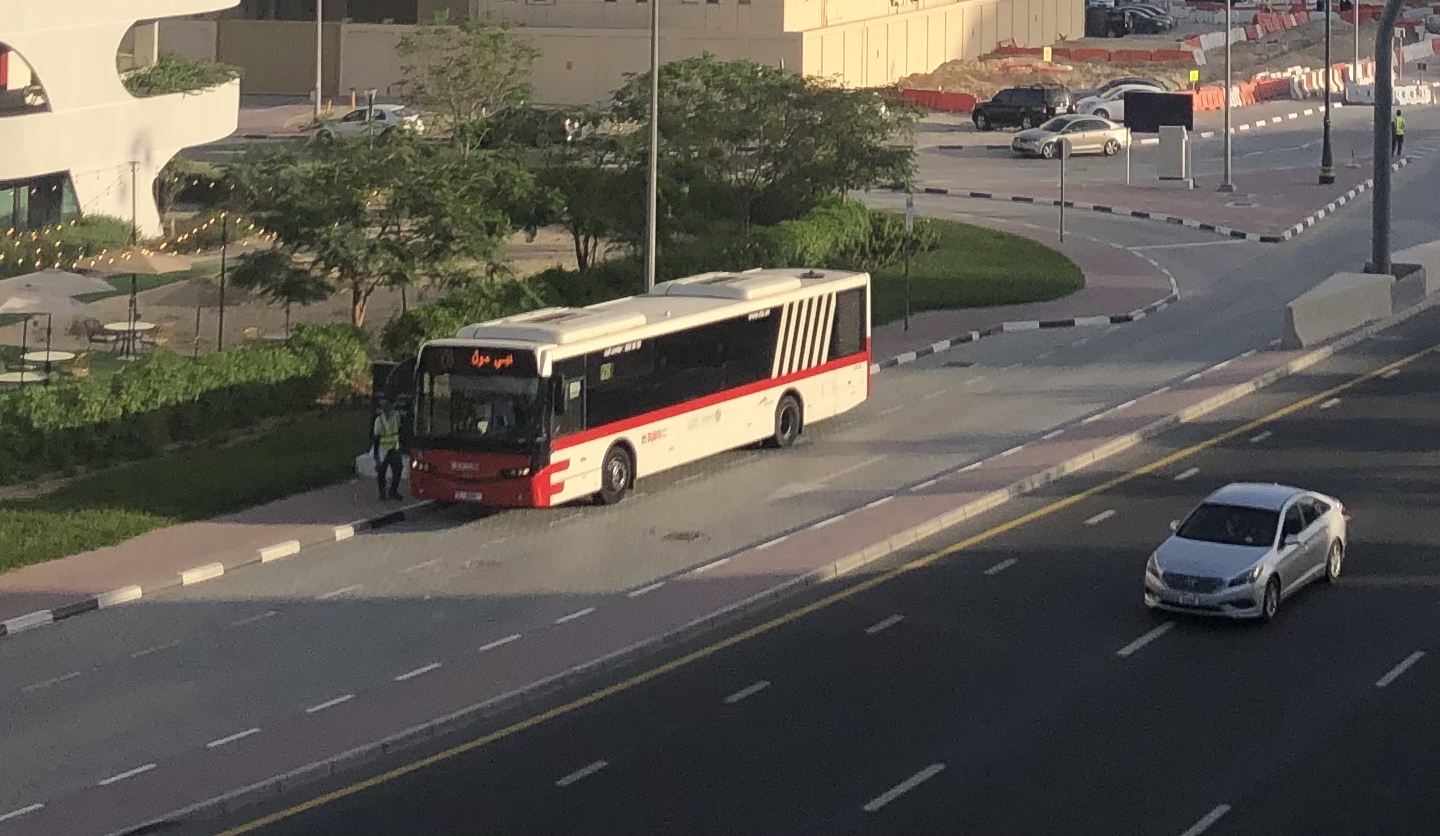
Dubai bus (2022)

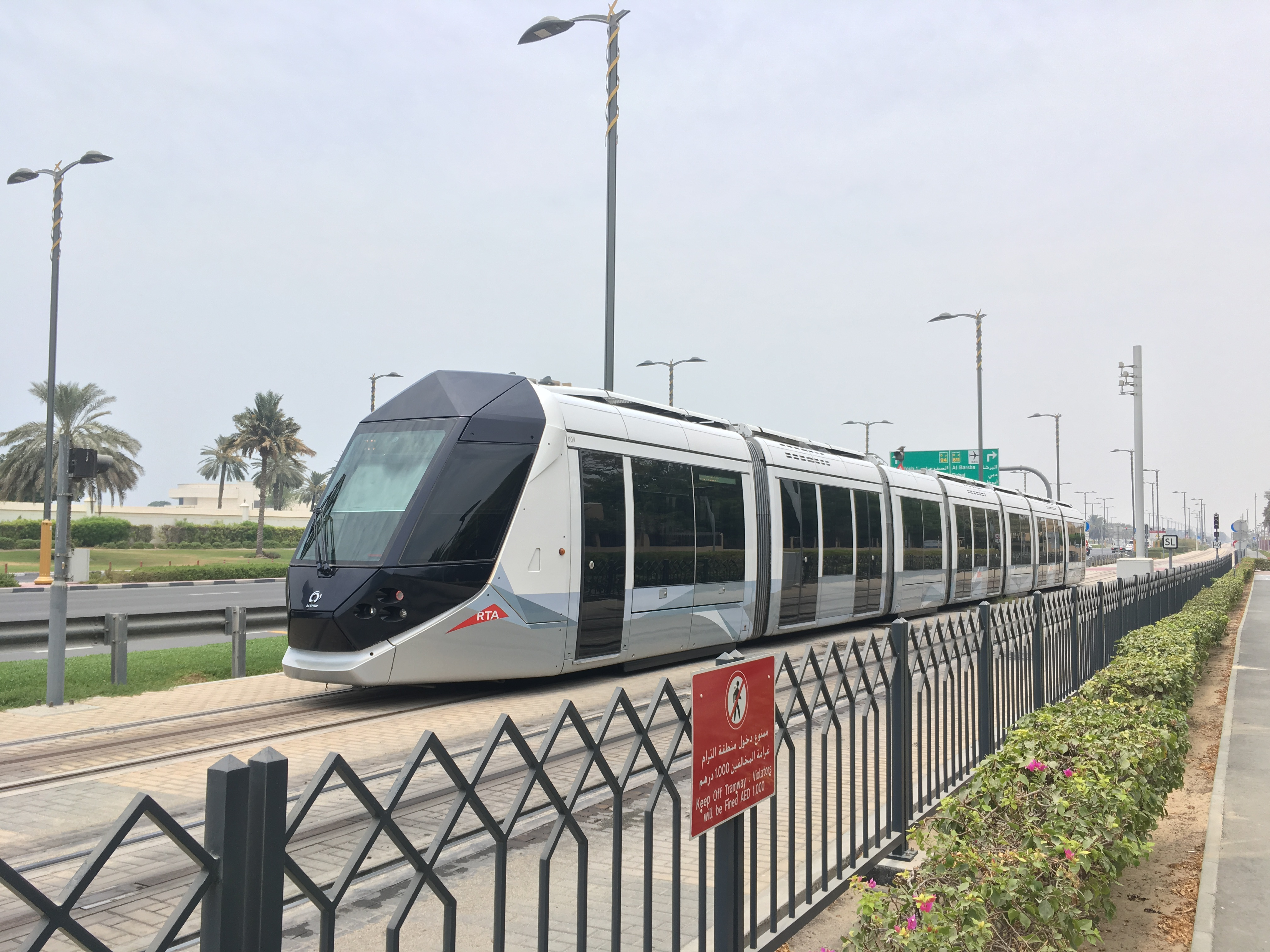
Dubai Tram Apresso la stazione di Al Sufouh.jpg(2019)

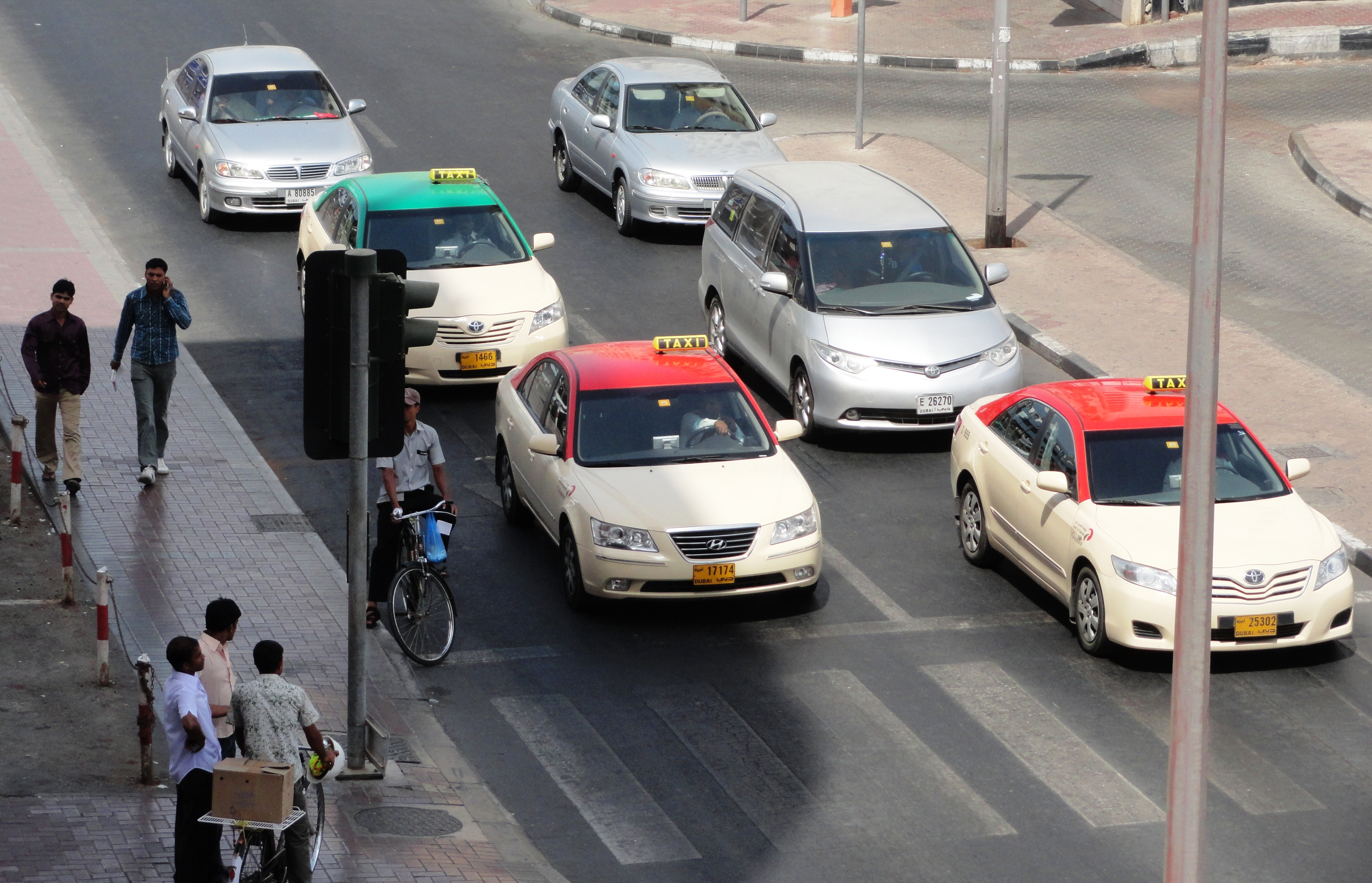
Taxi in Bur Dubai (2012)

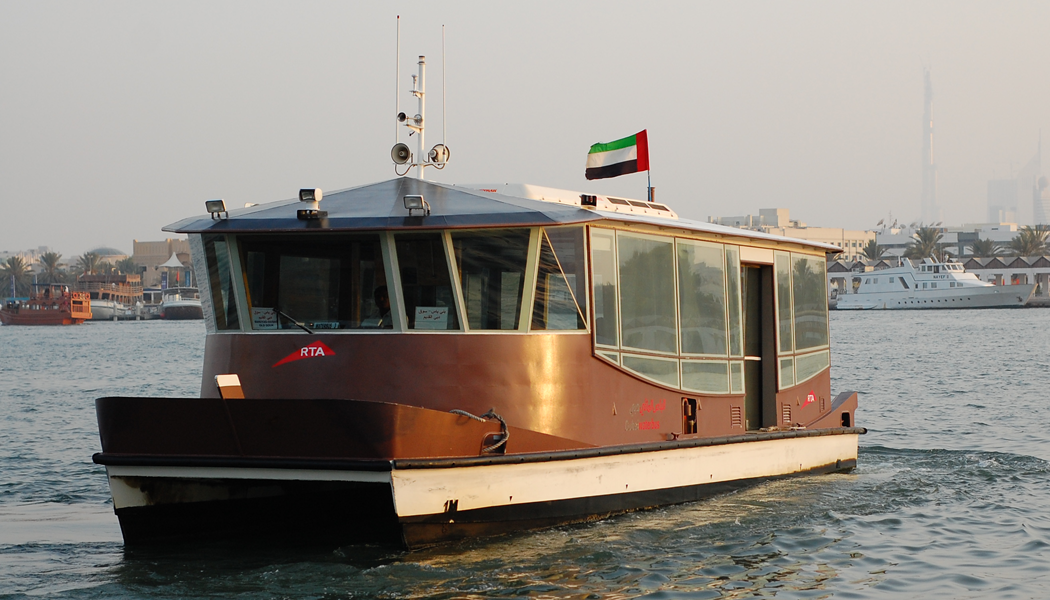
Dubai Water Bus (2008)

- Autobus. La flotta di autobus è costituita da 1.518 autobus. Ci sono 117 linee di cui 35 linee che collegano alle stazioni della metropolitana, 12 linee interurbane per il trasporto verso altri emirati, 62 linee interne e 8 linee veloci. Tutti gli autobus sono dotati di aria condizionata, lettori di carta elettronica, spazi per persone con handicap, e schermi informativi sulle fermate e altre notifiche. Dispongono inoltre di una sezione dedicata a donne, bambini e famiglie. Ci sono 2.185 fermate, di cui 554 climatizzate. Nelle principali stazioni si trovano parcheggi per taxi e rastrelliere per biciclette. La rete copre l'82% delle aree urbane di Dubai e trasporta circa 369.248 passeggeri al giorno.
- Metro. Si compone di due linee, linea rossa e linea verde, per una lunghezza totale di 89,3 chilometri. La linea rossa fu inaugurata nel 2009, quella verde nel 2011. È dotata di 55 stazioni, di cui 13 sono sotterranee e le restanti in viadotto.
- Tram. È una tranvia che collega il distretto di Dubai Marina ad Al Sufouh. Lunga 10,6 km, possiede 11 stazioni, di cui due, Jumeirah Lakes Towers e Dubai Marina, fungono da interscambio con la linea rossa della metropolitana di Dubai, mentre un'altra, Palm Jumeirah, funge da interscambio con la monorotaia Palm Jumeirah.
- Taxi. Questo servizio è offerto sia da compagnie gestite dal governo che da compagnie private. RTA gestisce taxi color crema, con tettino di colori diversi che rappresentano diverse società di franchising che operano secondo i regolamenti RTA. Al 2021 c'erano oltre 10.800 taxi, di cui oltre 5.700 dotati di tecnologia ibrida. Sono disponibili anche un servizio Taxi limousine che mette a disposizione un veicolo di lusso con autista e un servizio Taxi per donne e famiglie guidato da autisti donne, esclusivo per donne e famiglie.
- Trasporto marino. Il trasporto marino è un servizio molto importante per Dubai data la sua conformazione a cavallo del Dubai Creek. A fine 2021 c'erano 205 mezzi disponibili suddivisi per i quattro tipi di trasporto marino gestiti:
  - Abra. Imbarcazione tradizionale usata da secoli per attraversare il Dubai Creek. Ve ne sono in servizio (2021) 31 gestiti da RTA e 148 privati. I tipi di Abra in servizio vanno dal: modello tradizionale con motore entrobordo e tendalino che può trasportare fino a 20 persone; modello tradizionale con motore elettrico, con capacità di 8 persone, usato per i percorsi turistici a Global Village e Dubai Fountain; Abra moderno dotato di cabina chiusa con aria condizionata; Abra a benzina con motore fuoribordo con capacita di fino a 20 passeggeri.
  - Dubai Ferry. Servizio inaugurato nel 2011 erogato con 9 moderni battelli che dispongono di 98 posti comprewi due per carrozzine. La cabina è climatizzata e a bordo sono presenti servizi igienici, 4 schermi LCD per intrattenimento e un chiosco per acquisto di souvenir.
  - Dubai Water Taxi. Il servizio è erogato da 10 Water Taxi dotati di aria condizionata in grado di ospitare fino a 20 persone. Ci sono 4o punti di accesso al servizio distribuiti lungo il Dubai Creek e sul litorale.
  - Dubai Water Bus. Servizio erogato da 7 Water Bus dotati di aria condizionata. Puo trasportare 10 passeggeri ed è dotato di una area per sedia a rotelle. Ci sono 5 stazioni.